# Gyurátz Ferenc
Gyurátz Ferenc (Alsóbük, 1841. április 27. vagy [ 30. ] – Pápa, 1925. május 3.) a Dunántúli evangélikus egyházkerület szuperintendense (azaz püspöke) 1895-től 1916-ig.

## Élete
Szülei Gyurátz János és Mesterházy Terézia voltak. 1874-ben kötött házasságot, felesége Matus Karolina lett.
Tanult Sopronban és 1866. október 8-tól a hallei egyetemen. Utóbbi helyről 1867 nyarán hazatérve előbb kővágóörsi segédlelkész, majd 1868-ban beledi, 1872-ben pedig pápai lelkész lett. A kerületi gyámintézet 1887-ben elnökké, a dunántúli egyházkerület ugyanakkor főjegyzővé, a veszprémi egyházmegye 1893-ban esperessé választotta.
1895 őszén püspökévé is megtette az egyházkerület; e minőségében 1896-ban elnöke lett a Magyar Protestáns Irodalmi Társaságnak, melynek kezdettől fogva választmányi tagja volt. Miután pedig az elnökségről lemondott, 1907-ben ismét belépett a választmányba. Tagja volt a budapesti első zsinatnak, választás útján, a másodiknak hivatalból, s ez utóbbinak alelnöke is. 1916-ban nyugalomba vonult mind a püspökségről mind a lelkészségről.

## Munkássága

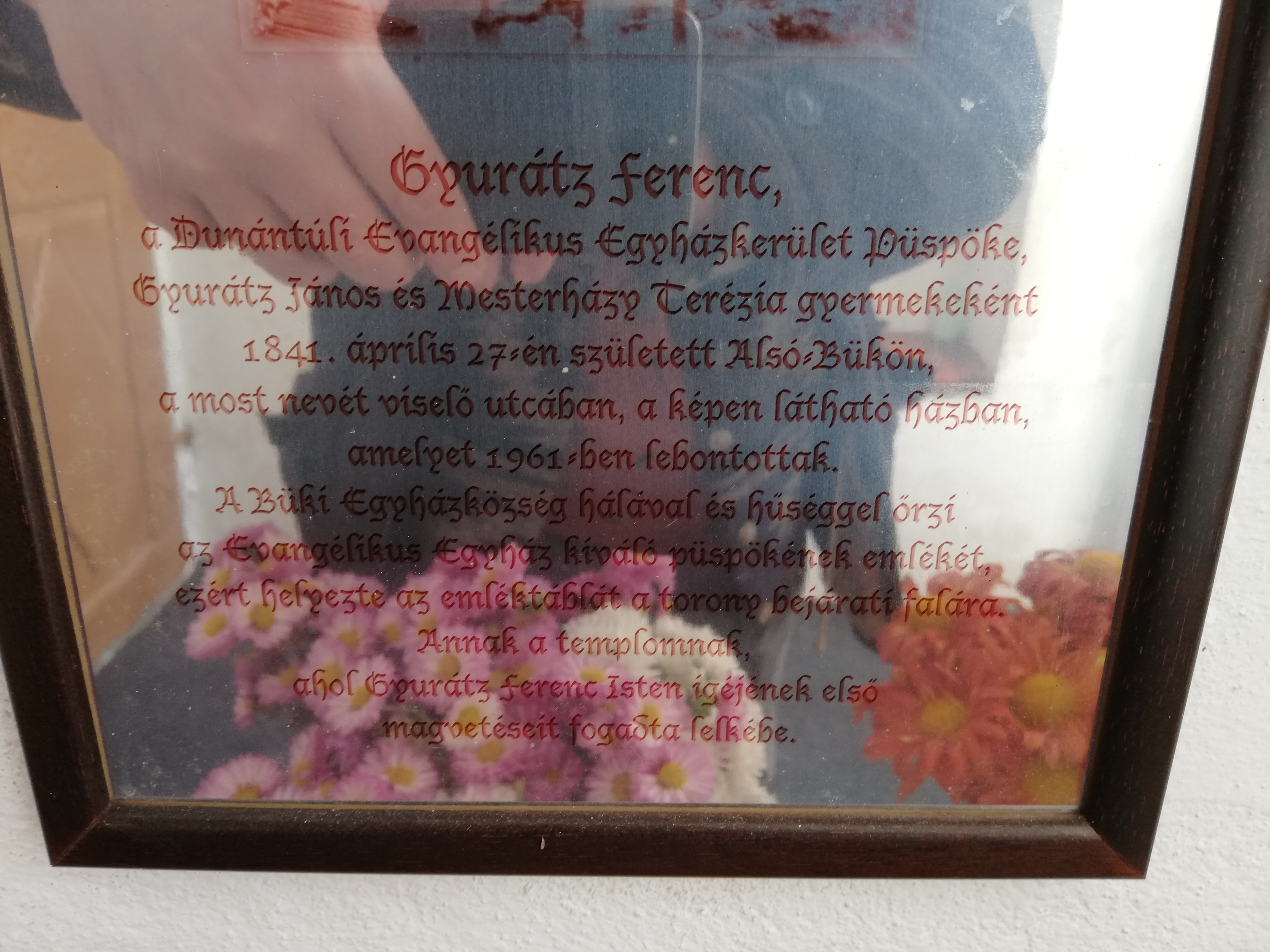
Gyurátz Ferenc emléktáblája a büki evangélikus templomban

Prédikátori tevékenységén felül az irodalom terén is tevékeny munkásságot fejtett ki. Cikkei, agendái és prédikációi a Protestáns Egyházi és Iskolai Lapokban a Protestáns Papban, a Baldauf-Mesterházy féle Vigasztalások könyvében, a Czékus-Karsay féle Agendában s a pápai egyház általa 1875-től rendszeresen közzétett Évkönyveiben jelentek meg, a Magyar Protestáns Irodalmi Társaság közgyűléseit megnyitó beszédei pedig azok Emlékkönyveiben.

## Művei
- Emlékbeszéd Deák F'erencz gyászünnepén. Pápa, 1876.
- A szabadkőművességről. (Pápa, 1886.)
- A hit oltára. (Budapest, 1887.) (II. kiad. uo. 1894.).
- Luther Márton. Életrajz. (Pápa, 1888.)
- Kézi agenda. Templomi és halotti imák szertartási beszédekkel. Lelkészi használatra. (Uo. 1889.) (III. kiad. 1916.)
- Gyászemléklapok. Kiadta a dunántúli ág. hitv. ev. egyházkerület kegyelete jeléül néhai Alsó-Káldi Gyula felügyelőjének emlékére. Pápa, 1889.
- Gusztáv Adolf svéd király élete. (Uo. 1892.)
- Lelki vezér. (Uo. 1894.)
- Hősök kora. (Uo. 1911.)
- A nő.  Hivatása, helyzete a multban és korunkban (Uo. 1917.)
- továbbá azok az alkalmi dolgozatai, melyeket Deák Ferenc, majd Rudolf gyászünnepén, Zsedényi Ede emlékére (1879), Káldy Gyula elhunytakor (1889), Radó Kálmán felügyelői beiktatásán (1889), a millenniumkor, a zsolnai zsinat háromszáz éves emlékünnepén (1910), Gusztáv Adolf születésének háromszáz éves fordulóján (1894) és a szentgotthárdi templom felavatásán (1913) mondott el.

## Emlékezete

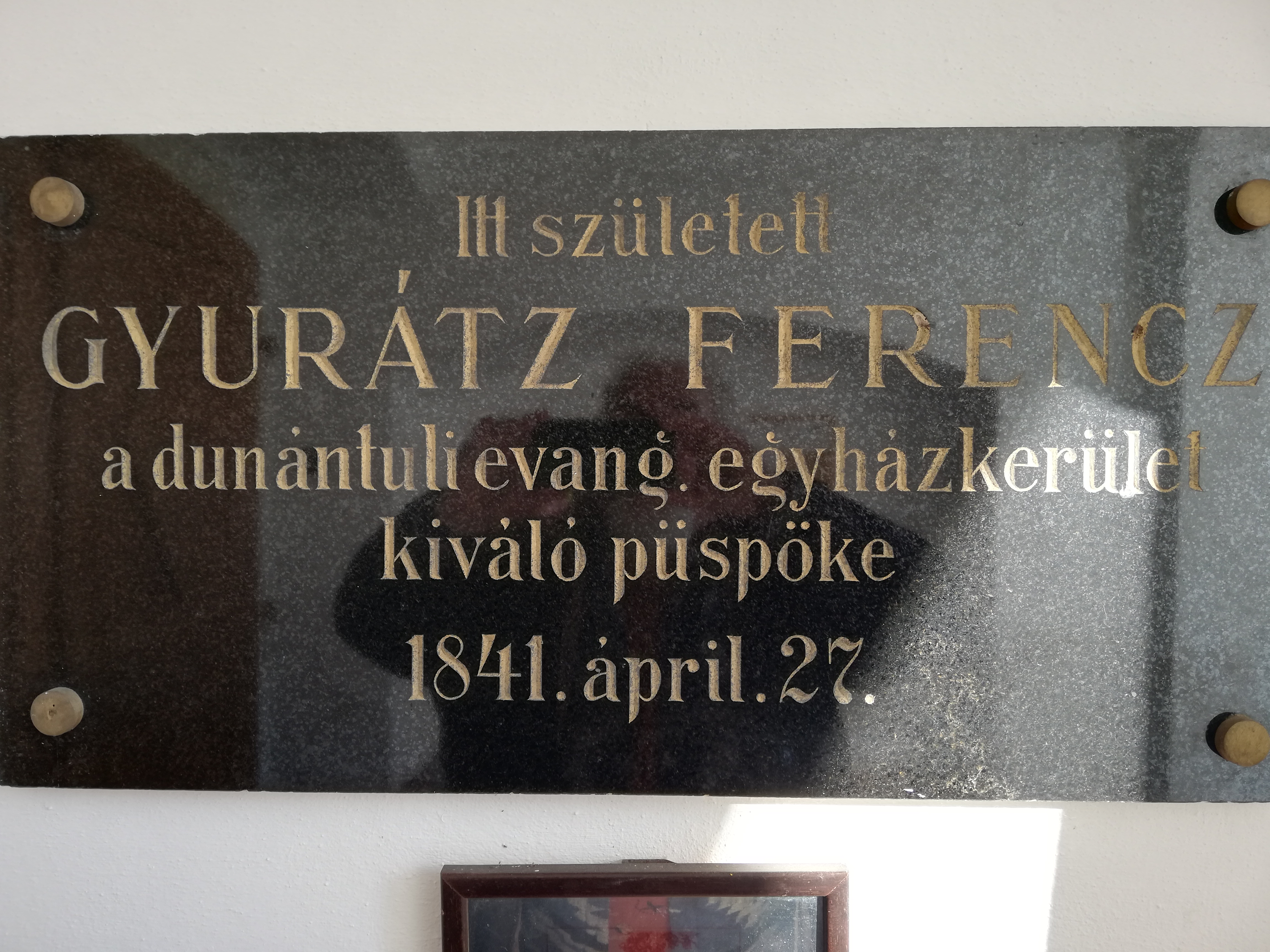
Gyurátz Ferenc emléktáblája a büki evangélikus templomban

Pápán élt és tevékenykedett, ott is hunyt el. Kertészkedés, rózsaszemzés közben a virág egyik tüskéje megsebezte. Vérmérgezésben halt meg, utódja, Kapi Béla püspök temette el (Pápán, 1925. május 6-án). A Pápai Alsóvárosi Temetőben nyugszik, sírját a Nemzeti Emlékhely és Kegyeleti Bizottság védetté nyilvánította (2009-ben). Mellszobra Pápán, az evangélikus templom előtt látható (bronz és mészkő, Lux Elek alkotása, 1932). Halála után róla nevezték el, az általa alapított kőszegi Gyurátz Ferenc Evangélikus Leánynevelőintézet és Leánygimnáziumot (1925–1948), az iskola volt növendékei hozták létre a Gyurátz Ferenc Alapítványt a Fiatalok Támogatásáért. Nevét vette fel a pápai Gyurátz Ferenc Evangélikus Általános Iskola (2001-ben). Emlékét őrzi továbbá a pápai Gyurátz Ferenc Gondolkodó Kör (2000-től). Tiszteletére a Nyugati (= Dunántúli) Evangélikus Kerület Gyurátz Ferenc-díjat alapított (azon evangélikus pedagógusok elismerésére, akik hitükkel, életükkel, pedagógiai szakmai munkájukkal az Úrra mutató életet élnek, 2003-ban. A bronzplakett Kiss László szobrászművész alkotása.